# Enver Hadžiabdić
Enver Hadžiabdić (Belgrado, 6 de novembro de 1950) é um ex-futebolista profissional bósnio, que atuava como defensor.

## Carreira
Enver Hadžiabdić fez parte do elenco da Seleção Iugoslava de Futebol da Copa do Mundo de 1974.